# Кучеренко Віктор Геннадійович
Віктор Геннадійович Кучеренко (28 серпня 1993, с. Антонівка, Новоодеський район, Миколаївська область — 11 січня 2022, смт Новотошківське, Гірська міська громада, Сєвєродонецький район, Луганська область) — старший солдат підрозділу 17 окремої танкової Криворізької бригади імені Костянтина Пестушка Збройних Сил України, учасник російсько-української війни, який загинув під час російського вторгнення в Україну.

## Життєпис
Народився 28 серпня 1993 року в с. Антонівці Новоодеського району Миколаївської області. Мешкав в с. Новолазарівка Казанківської громади Миколаївської області. 
Навчався в Новолазарівській ЗОШ, згодом — у Казанківській гуманітарній гімназії та Казанківському СПТУ. 
Учасник АТО. Після демобілізації зі Збройних Сил України, працював на шахті в м. Кривому Розі. 
24 квітня 2021 року, після відновлення на військовій службі за контрактом, уклав контракт з 17 ОТБр та був направлений до району проведення ООС. Проходив військову службу на посаді навідника першого кулеметного батальйону 17 ОТБр, старший солдат. 
Згідно з повідомленням пресслужби Баштанської РДА, військовослужбовець загинув 11 січня 2022 року в результаті смертельного поранення, отриманого під час обстрілу позицій Збройних Сил України з боку російських військ в районі смт Новотошківського на Луганщині. 
Похований 14 січня 2022 року в с. Новолазарівці на Миколаївщині.
Залишилися батьки.

## Нагороди
- орден «За мужність» III ступеня (2022) (посмертно) — за особисту мужність і самовіддані дії, виявлені у захисті державного суверенітету та територіальної цілісності України, вірність військовій присязі[4].